# أحمد القرني
أحمد بن ظافر القرني (1953) بروفيسور سعودي ورئيس ومؤسس برنامج قسم هندسة الطيران والفضاء بجامعة الملك فهد للبترول والمعادن. يعتبر أول سعودي وعربي يجمع أربع شهادات في هندسة الطيران والفضاء من جامعات عالمية مختلفة (أريزونا ، جامعة ميشيغان ، ميرلاند). عمل مع إدارة الطيران والفضاء الأمريكية (ناسا) في معهد الطيران والفضاء الأمريكي، والذي يحمل عضويته لأكثر من عشرين عاماً.
له ما يزيد عن 100 بحث محكماً عالمياً منشورة في المجلات والمؤتمرات العلمية العالمية المتخصصة، وبحوثه أصبحت مراجع لمئات البحوث العلمية. وله 14 كتاب باللغة العربية والإنجليزية. وحاضر في مجموعة من الجامعات المحلية والعالمية والأندية الأدبية والفكرية والمحافل العامة والخاصة. وكتب عشرات المقالات الفكرية والعلمية، وعشرات المحاضرات السمعية والبصرية واللقاءات التلفزيونية. كما أشرف على نحو 20 رسالة للماجستير والدكتوراه ونحو مائة مشروع تخرج وبرنامج تعاوني بالجامعة، وقدم الإرشاد الأكاديمي لمئات الطلاب في جميع المراحل الدراسية.

## مؤهلات علمية
- حاصل على أربع شهادات في هندسة الطيران والفضاء (Aeronautics Eng. + Astronautics Eng. = Aerospace Engineering) .
- بكالوريوس هندسة الطيران والفضاء، جامعة أريزونا (توسان) 1401هـ (1981م).
- ماجستير هندسة الطيران والفضاء، تخصص الحركة والتحكم والحركة الهوائية في الطيران، جامعة أريزونا (توسان) 1404هـ (1983م) ، بحث الماجستير في مجال المطبات الجوية وقد تم المشاركة من خلاله بالعمل مع جامعة أريزونا وإدارة الطيران والفضاء الأمريكية (ناسا -NASA ).
- ماجستير هندسة الطيران والفضاء، تخصص الحركة والتحكم والمسارات الجوية والفضائية الأمثل للطائرات والصواريخ والمركبات الفضائية، جامعة متشيغن (آن آربر) 1407هـ (1987م)،بحث الماجستير في مجال التحكم الأمثل في المسارات الجوية والفضائية.
- دكتـوراة هندسة الطيران والفضاء، تخصص علم الحركة والتحكم في الطيران بالجو والفضاء، جامعة ميرلاند (كولج بارك) 1412هـ (1991م)، بحث الدكتوراه في الحركة والتحكم والحركة الهوائية والحرارية على الطائرة الجوية الفضائية.[1]

## خبرات وأعمال إدارية
- مبتعـث من القـوات الجوية الملكية السعودية لدراســة هندسة الطيران والفضاء، 1395هـ (1975م) - 1404هـ (1984م)، و مهندس طيران وفضاء وخبير أسلحة جوية في القوات الجوية الملكية السعودية - بقاعدة الملك عبد العزيز الجوية، الظهران 1404هـ (1984م).
- محاضر هندسة الطيران والفضاء ثم مبتعث قسم الهندسة الميكانيكية، جامعة الملك فهد للبترول والمعادن (1404هـ (1984م) - 1412هـ (1991م).
- أستاذ هندسة الطيران والفضاء المساعد، ومنسق مجموعة هندسة الطيران، بقسم الهندسة الميكانيكيــة، جامعة الملك فهد للبترول والمعادن، الظهران 1412هـ (1991م) - 1416هـ (1996م).
- أستاذ هندسة الطيران والفضاء المشارك بقسم الهندسة الميكانيكية، جامعــة الملك فهــد للبترول والمعادن، الظهران 1417هـ (1996م) - 1421هـ (2001م).
- أسـتاذ هندسة الطيران والفضـاء بجامعة الملك فهد للبترول والمعادن، الظهران 1421هـ (2001م) - الوقت الحالي.
- انتخب منسقاً لمجموعة هندسة الطيران والفضاء بالجامعة 1413هـ (1992م) .
- عين مديراً لبرنامج هندسة الطيران والفضاء بالجامعة 1419هـ (1998م) – 1423هـ (2002م).
- أستاذ في قسم هندسة الطيران والفضاء حالياً .

## التقدير والجوائز
- منح وسام الملك عبد العزيز من الدرجة الممتازة من خادم الحرمين الشرفين الملك عبد الله بن عبد العزيز.
- منح وسام الملك عبد العزيز من الدرجة الأولى من خادم الحرمين الشريفين الملك عبد الله بن عبد العزيز.
- أول من حصل على جائزة العالم المتميز في الهندسة بالمملكة من السعوديين وغيرهم، بإشراف مدينة الملك عبد العزيز للعلوم والتقنية.
- حصل من جامعة الملك فهد للبترول والمعادن على جائزة التميز للبحث العلمي مرتين، وحصل على جائزة التميز في التدريس والإرشاد الأكاديمي، وحصل على أكثر من عشرة جوائز للتميز في الإبداع العلمي وبراءة الاختراع وغيرها.
- حصل وقدم على أكثر من 20 من براءات الاختراع في مجال الأجنحة المطورة وتبريد الأجهزة الإلكترونية وتحلية المياه والطاقة وغيرها والمسجلة في الولايات المتحدة الأمريكية، وتقدير متميز للأداء العام في كل سنوات العمـل منذ عام (1413هـ - 1992م) .
- من القلائل في العالم الذي نشر في معظم مجالات المعهد الأمريكي للفضاء والطيران (AIAA)أرقى معهد في العالم في الطيران والفضاء، وقد نشر أكثر من 100 بحثاً محكماً على نطاق دولي واستخدمت بحوثه وكتبه مراجع لمئات البحوث .
- عضوية بدرجة عضو كبير(Senior Member) المعهد الأمريكي للطيران والفضاء (AIAA) الذي يحمل عضويته منذ 1402هـ (1982م) وعضوية الجمعية الدولية لطاقة الهيدروجين(IAHE) .
- عضو مؤسس في مجلس أمناء الأكاديمية السعودية للطيران، وعضو اللجنة الاستشارية لمجلة الطيران المدني بالمملكة العربية السعودية.
- عضو اللجنة الاستشارية لمجلة جامعة قابوس – بدولة عمان، وعضو اللجنة الاستشارية لمجلة هندسة الطيران والفضاء الدولية، ورئيس أو عضو في عدة لجان استشارية وعلمية خارج الجامعة، محرر أو محكم في مجلات محلية ودولية علمية محكمة.
- عضو اللجنة التأسيسية لكلية التميز للطيران.
- أول من فاز بجائزة عكاظ للطاقة المتجددة .
- أول من فاز بجائزة أفضل أستاذ في هندسة الطيران والفضاء لقارة آسيا.

## البحث العلمي
له مجموعة من الابتكارات والاختراعات التي تدعمها الجامعة وبعضها براءات اختراع مسجلة في مكتب الاختراعات الأمريكي (ومن هذه الابتكارات، طائرات ذات تحكم من بعد وغواصة وصواريخ مائية وأجنحة مطورة، وأقمار صناعية، وتبريد الحاسبات والأجهزة الإلكترونية، واستخدامات الطاقة النقية، وتحلية المياه). ومارس قيادة الطائرات الصغيرة، وأشرف على تصميم وبناء أول طائرة سعودية تحمل ركاباً.